# Singapur en los Juegos Olímpicos de Pekín 2008
Singapur estuvo representado en los Juegos Olímpicos de Pekín 2008 por un total de 25 deportistas, 11 hombres y 14 mujeres, que compitieron en 6 deportes.
La portadora de la bandera en la ceremonia de apertura fue la jugadora de tenis de mesa  Li Jiawei.

## Medallistas
El equipo olímpico singapurense obtuvo las siguientes medallas:
| Nombre                            | Deporte       | Competición |
| --------------------------------- | ------------- | ----------- |
| Oro                               |               |             |
| —                                 |               |             |
| Plata                             |               |             |
| Feng Tianwei Li Jiawei Wang Yuegu | Tenis de mesa | Equipo F    |
| Bronce                            |               |             |
| —                                 |               |             |